# Berzitos
Os berzitos (em sérvio: Берзити; romaniz.: Berziti, em grego medieval: Βερζήτες; romaniz.: Berzétes) foram uma tribo de eslavos do sul que se assentaram na Macedônia bizantina no século VII durante a invasão eslava dos Bálcãs. Se assentaram nas redondezas de Licnido (Ocrida) e a região ficou conhecida como Berzícia. Uma outra parte desta mesma tribo se assentou em Bréscia e uma terceira, também conhecida como bresíacos (Brsjaci), avançou ao sul na região dos Bálcãs.